# Henschia lingi
Henschia lingi är en insektsart som beskrevs av Vilbaste 1961. Henschia lingi ingår i släktet Henschia och familjen dvärgstritar. Inga underarter finns listade i Catalogue of Life.